# 占美·干納斯
詹姆斯·史考特·康諾斯（英語：James Scott Connors，1952年9月2日—），美國前職業網球運動員，單打最高世界排名第一，八座大滿貫得主，國際網球名人堂成員。
康諾斯是首位球員連續五年（1974–1978年）成為ATP年終單打世界排名第一，並曾佔據世界第一寶座達268週之久。他亦是网坛历史上职业生命最长的球员之一，从上个世纪七十年代初到九十年代中，橫跨三個年代，見証了網球壇由木球拍年代到碳鋼球拍年代。他也是公開賽年代中較早採用碳鋼球拍的球員。他是七十年代中至八十年代初男子網球壇最有競爭力球員之一，其職業生涯共奪109個ATP巡迴賽單打冠軍，是公開賽年代以來最多，當中包括八項大满贯錦標。
康諾斯的職業生涯單打勝負為1274勝283負，為男子最高單打勝仗紀錄；獲得奖金8,641,040美元。他曾在1975年、1981年和1984年參加戴维斯杯，當中美國隊也在1981年奪得冠軍。此外，他亦曾協助美國隊奪得1985年世界團體盃。他曾和美國女子網球名將埃弗特訂婚，但戀情最後無疾而終。

## 網球生涯

### 早年
在伊利诺伊州的贝尔维尔，年僅9岁的康纳斯赢得了他第一项重要赛事的冠军──10岁以下橙碗（Orange Bowl），以后他又连续获得12、14和16岁的美国第一。
1970年，他就以非職業球員身份參加巡迴賽。他参加在洛杉矶举行的太平洋西南公開賽，这是他首次参加的国际大赛，在这次比赛，康纳斯在第一轮击败了生涯推有十二个大满贯男单冠军的羅伊·愛默生，获得了对自己有重大意义的第一场大赛的胜利。
1971年，他赢得全美大学生（NCAA）网球赛冠军。
1972年，他加入了职业圈，并于当年获得六项单打冠军。
1973年，他夺得11项ATP单打冠军，取得85胜16负的骄人战绩，ATP单打年终世界排名升上第三位。这是他迈向成熟的一年，全面宣告康纳斯已在男子网坛中崛起，也为来年比赛打下了良好的基础。

### 黃金五年（1974年–1978年）
1974年，康纳斯奪得15個ATP巡迴賽單打冠軍，包括三項大滿貫錦標（澳網、温布尔登、美網），他在澳網男單決賽擊敗澳大利亚網球員菲尔·登特（前美國男子網球員泰勒·邓特的父親）； 在温布尔登和美網男單決賽均橫掃澳大利亚老將羅斯威爾而奪魁的，他成為繼1969年的澳洲網球名宿拉沃之後，第二位在公開賽年代以來一年三奪大滿貫男單錦標的球員。由於當年上述三項大滿貫錦標均在草地上進行比賽，他亦是在公開賽年代以來的第二位也是唯一兩位球員一年三奪草地大滿貫男單錦標。當年干納斯一共奪得15個ATP巡迴賽單打冠軍，並首次奪得ATP單打年終第一。
不过由于康纳斯参加了与国际职业网球联合会（ATP）对立的World Team Tennis（WTT）而被对取消参加法网的资格，痛失一年內包揽四大满贯男单冠军的良机。結果當年康纳斯及其經理人Bill Riordan针对ATP及其主席亞瑟·阿什提起诉讼，理由是他们剥夺了康纳斯斯参加法網比赛的权利，诉讼金额为1000万美元。而ATP和法国网球协会抵制WTT是因为这项赛事与法网相冲突，因此所有WTT球员被拒绝参加法网公开赛；這件事件也導致康纳斯和亞瑟·阿什個人關係不佳，康纳斯多年缺席由後者領銜的戴维斯杯。
同年當年他公開了和美國女子網球名將埃弗特的戀情，他倆又是當年的温布尔登男女子單打冠軍，他們戀情甚至訂婚的消息一傳出，就轟動了整個網壇，不過最終他們因性格不合而分手。
1975年，康纳斯的表现却令人失望了，他在大賽中屢受到挫折，他在上年單打奪冠的三個大滿貫比賽中均衛冕失敗而只獲亞軍，在澳網男單決賽以四盤（比分 : 5-7, 6-3, 4-6, 5-7）敗於主場老將紐康姆。
他在温布尔登男單決賽以四盤（比分 : 1-6, 1-6, 7-5, 4-6）敗於ATP主席亞瑟·阿什，較早前兩人因新成立職業球員協會（即ATP）問題鬧不和，后来成为著名的黑人民权运动者的阿什也成了首个在温布尔登男單捧盃的黑人选手。其后不久，康纳斯输掉了他和ATP及阿什的官司，并与其經理人Bill Riordan分道揚鑣。失利的康纳斯在温布尔登恶梦开始，从1975-81年整整七年他沒有在温布尔登男單再次夺魁。
而當年美網則被轉到在綠土泥地舉行，康纳斯在決賽中以直落三盤（比分 : 4–6, 3–6, 3–6）敗於西班牙泥地王奥兰特斯而無緣錦標，但他仍憑9冠6亞成績，第二度成為年終第一。
1976年，康纳斯奪得12個ATP巡迴賽單打冠軍，包括美網； 他在美網決賽以四盤（比分 : 6-4, 3-6, 7-6, 6-4）擊敗宿敵博里，這仗也是泥地王博里在大滿貫泥地男單決賽中僅有的失利，當年他也第三度成為年終第一。
1977年，康纳斯夺得了自己的第一个WCT总决赛冠军。
尽管干納斯如此成功，但他依旧特立独行。當年他打入了溫布頓男單決賽，但在温布尔登錦標賽賽事中，他曾因為出言不遜，而且堅决拒绝参加为庆祝溫布頓百年庆典而举行的冠军庆典，結果他在决赛中被观众狂喝倒采，而他輸了這場決賽也使得冠軍博里在一个月后能够短暂中断自己长久保持的世界排名第一的位置。另外他在當時仍在綠土舉行的美網男單比賽殺入決賽，敗於紅土王維拉斯而獲得亞軍。
过去三年因为不参加年末举行的年终大师赛，已经惹恼了主辦單位和网球官员的他，在1978年1月第一次参加了这项赛事（1977年年終大師賽）。这项赛事也刚刚迁到纽约举办，康纳斯在与维拉斯著名的午夜战役中失利，比分是6-4, 3-6, 7-5，但最终他在年終大師賽决赛中，以6-4, 1-6, 6-4击败博里捧走冠军奖杯。
1974-77年間，他曾創下連續160週世界排名第一的舊紀錄。（生涯累積世界排名第一週數為268週，也是首個生涯累積ATP男單世界排名第一週數達200週的男子球員。）
1978年，他在美網男單比賽的硬地場決戰瑞典名將博里，直落3盤（6-4, 6-2, 6-2）擊敗對手，成功奪得其個人第三個美網男單冠軍，是繼1974年在草地場和1976年在綠土泥地場奪標後，成為史上唯一一位球員在三種不同賽場奪得美網男單錦標。
這五年，他都成功保住ATP單打年終世界排名第一。不過他的風頭已被多次在法網和在温布尔登男單稱王的瑞典偶像球員博里蓋過，康纳斯也成了博里时代最大的牺牲品。

### 退居二線（1979年–1981年）
1979-81年，正值博里和约翰·麦肯罗雙雄並立期； 這三年，康纳斯在最善長的温布尔登和美網男單比賽中，多數是在半决赛敗於這兩人而無緣冠軍。
康纳斯在1979年4月被博里再次抢走了自己一直保持的世界排名第一的宝座。在當年五月他参加了法网公开赛，但半决赛中失利。他在接下来的美网中也在半决赛中失利，在1980年和1981年这样的经历一再重演。这几年中他取得的最好成绩是在1980年在達拉斯舉行的的WCT总决赛中击败了卫冕冠军约翰.麦肯罗，夺得自己的第二座WCT总冠军奖杯。

### 復甦期（1982年–1983年）
好不容易等到剋星博里淡出，這時期也是康纳斯的復甦期，他拼了老命，奪得三個大滿貫男單錦標。
1982年，康纳斯以30歲之齡，在温布尔登和美網兩個大滿貫男單決賽中，分別擊敗兩大宿敵──约翰·麦肯罗和伦德尔，連奪温布尔登和美網雙料冠軍。
當年溫布頓男單决赛，对手是牢牢排名世界第一的約翰·麦肯罗，他在第四盘抢七局中落后三分的逆境中成功翻盘，最终拿下了比赛，五盤比分是 3-6, 6-3, 6-7, 7-6, 6-4 ，這是他第一次溫布頓夺冠时隔8年后第二次加冕，也是1978年美網奪冠後，事隔三年半後再奪大滿貫男單冠軍。
其後他在美网男单决赛中击败了另一位新一代的网球新星伊万·伦德尔，並重返世界排名第一的宝座。
當年他一口氣奪得七個ATP巡迴賽男單冠軍。雖然约翰·麦肯罗在該年爭議地獲得ATP单打年终世界排名第一，但康纳斯卻獲得ITF世界冠軍和ATP年度球員獎。
1983年，他又再次在美網決賽打敗宿敵伦德尔，成功衛冕美網男單冠軍。
可是1981–1984年，也是约翰·麦肯罗皇朝，康纳斯更多時間是作为麦肯罗的陪衬。 在坏孩子的时代，康纳斯对网球坛历史上作出很大贡献，就是和麦肯罗创造了一场又一场的经典比赛，而且兩人同場的比賽經常出現互罵、火爆甚至動武等具話題性的場面，於是也因此成為了網球壇另一對偉大宿敵。

### 後期
1984年，年近32歲的他，進入個人生涯最後一項大滿貫男單決賽──温布尔登，結果被老對手兼當年霸主约翰·麦肯罗以直落3盤（6-1, 6-1, 6-2）橫掃。之後他再沒有進入過大滿貫男單決賽。但康纳斯的竞争之火却从没有熄灭，当后来有人问到他是否认为对手比自己更优秀，他回答得很简单："Never （不）"。
1985年，男子網球壇也進入了伦德尔獨霸的年代，他面對伦德尔強大的正手只能完全倒下來，之後再沒有擊敗過對方，而兩人的對陣紀錄也在1985年後剛好逆轉，康纳斯只能吞下十七連敗的苦果。 不過，於同年在紅土場舉行的世界團體盃賽事中，他聯手约翰·麦肯罗，打敗伦德尔和梅奇日領銜的捷克斯洛伐克隊，協助美國隊奪得冠軍。
在1986年2月21日，康纳斯职业生涯跌到谷底，在佛罗里达州Boca West（相當於現在的邁阿密大師賽）举行的国际冠军赛半决赛对阵伦德尔时，他不满裁判判罚而缺席了第五盘比赛。康纳斯也因此接受了罚单，被罚款20,000美元，并从3月30日起禁赛10周。結果他被迫错过了法网公开赛，这也是第一次有球员因为被紀律禁赛而错过大满贯赛事。他随后在溫布頓男單第一轮失利，也在美网男單第三轮止步（他之前在美网曾连续12年至少杀入半决赛）。
在职业生涯后期，康纳斯渐渐成为了网球世界中令人尊重的长者。他继续参加激烈的比赛，继续面对很多年輕人，直到他41岁他都做得很好。在1987年温布頓男單第四轮，康纳斯苦战五盘击败了比自己小十岁的瑞典晚辈米卡埃尔·佩恩福什，最终的比分是1-6, 1-6, 7-5, 6-4, 6-2，在比赛前三盘的比分曾打到 1-6, 1-6, 1-4 并且在第四盘中再次 0-3 落后。
1985–1988年這四年間，除了在1988年奪得兩個小比賽的單打冠軍外，只奪得11個單打亞軍； 在大滿貫男單比賽中最佳也只能晉級半决赛，不過這四年他均年能保持單打年終排名前十； 他自ATP有電腦計分排名的1973年，至1988年連續16年均是世界單打年終排名前十的球員，也是ATP史上唯一兩人能夠做到（第二位是拿度 ：由2005年至2022年連續18年均是世界單打年終排名前十，取代干納斯成為ATP單打年終排名前十連續最長的球員。）。
1988年7月， 康纳斯斯在美国华盛顿举行的索夫蘭銀行网球精英赛中问鼎，男單決賽以比分6-1, 6-4擊敗戈梅斯，终于结束了自己长达近四年之久的冠军荒。这也是康纳斯职业生涯的第106个冠军头衔。他的上一次夺冠是在1984年10月举行的东京室内赛中击败伊万·伦德尔，在1984年10月到1988年7月间，他参加了56项赛事，曾12次打入决赛。
1989年，康纳斯在美网男單第四轮比赛中，以直落三盤击败了三号种子、當年的法网及温布尔登男单双料亚军艾特堡，并且在四分之一决赛与六号种子阿加斯的比赛中打满五盘而落敗。同年10月，他以37歲高齡奪得個人生涯最後一項ATP巡迴賽單打冠軍──特拉维夫網球賽，他在10月21日舉行的男單決賽中 （页面存档备份，存于），以比分2-6, 6-2, 6-1反勝東道主球員Gilad Bloom。當年他的ATP單打年終排名為14位。
1990年，他接受了手腕的手術，當年他只參加了三個ATP巡迴賽單打賽事（米蘭、巴塞爾、图卢兹），結果全部都是首輪出局，ATP單打年終世界排名插水式地從上年的14位下滑至當年的936位。
1991年初，已年屆38歲高齡的他，重回球場作賽。 他在法網男單第三轮和1989年冠軍張德培苦戰至決勝盤，因傷棄權。

### 1991年美網
他當年以外卡身份參加美網男單賽事，此前他曾18次（也是歷來最多次）被美網組委會列為種子選手； 在1991年美網前夕，他的ATP單打世界排名只達到174位，按賽例他不能以排名取得參加美網的正賽資格，但賽會鑑於他是五屆男子單打冠軍身份，於是他獲賽會發出外卡邀請他參賽，結果他一路過關斬將，接連打敗多位至少較他年輕七歲的球員（派屈克·馬克安諾、Michiel Schapers、诺瓦切克、阿龙·克里克斯坦、哈休斯），一直殺入半决赛，才敗於同胞兼未來球王庫里爾，當他敗於古里亞而止步於半决赛後，中央球場的全場觀眾站起來為他熱烈鼓掌，康纳斯也成了美網史上第二最年長的男單半决赛球員，這個紀錄是繼1974年年近四十歲的羅斯威爾之後，而羅斯威爾剛好是他當年的美網男單決賽對手。

## 生涯
1975年、1976年和1978年，康纳斯三次一整年保持ATP單打世界排名第一，和費達拿（2005–2007年的三次）並列第1。
1974年和1982年，康纳斯兩度獲得ATP年度球員獎。
1982年，康纳斯第一次也是唯一一次獲得男子單打的ITF世界冠軍。
總結他在職業生涯中對陣三大宿敵博里、约翰·麦肯罗和伦德尔的對賽成績均處於下風（分別是8-15、14-20 和13-22），但他有五個大滿貫男單冠軍是在決賽分別擊敗這三大剋星取得的。他和這三位網球名宿（合稱“四大金剛”）合力締造了網球史上至今為止最燦爛的“黃金時代”（1979–1981年），這時期的網球運動地位極崇高，足可以媲美足球，是不折不扣的世界第二運動。除此之外，康纳斯的職業生涯相當長──職業生涯開始得比其他三人早，退出網壇也比這三人晚，他的年紀也是四人中最年長（康纳斯比同代的博里年長三歲半、比晚出道的约翰·麦肯罗和伦德尔分別年長近六歲半和七歲半）；所以他也被冠以「網壇常青樹」的外號。
另外有趣的是，除了對陣上述曾獲ATP單打世界排名第一的三大宿敵外，康纳斯在職業生涯中對陣其他曾獲世界第一的網球員中，也沒有一個能處於上風的：
- vs 納斯塔塞 10-13
- vs 紐康姆 2-2
- vs 韋蘭德 0-5
- vs 艾特堡 6-6
- vs 碧加 0-6
- vs 考瑞尔 0-3
- vs 森柏斯 0-2
- vs 阿加斯 0-2

（按：除了納斯塔塞、紐康姆兩位前一哥外，其餘世界排名第一球員都比康纳斯年輕，而1974年7月29日至1988年9月11日的ATP男單世界排名第一均是由“四大金剛”所壟斷。）
他的生涯共奪109個ATP巡迴賽單打冠軍（當中包括8個大满贯錦標），是公開賽年代以來最多，比第二位的費達拿還要多出6個； 他的生涯ATP單打和四大滿貫男單勝仗分別為1274場和233場，也分別是公開賽年代以來最多和第四多的。
他、维兰德、阿加西、拿度、費達拿、祖高域和阿尔卡拉斯也是網球史上至今唯一七位在三種不同場地（草地、硬地、泥地）都贏過大滿貫男單錦標的網球選手。
他也是累積268週ATP單打世界排名第一的前紀錄保持者，該紀錄及後被伦德尔在1990年所創的累積270週所打破。
與當年很多大牌球員一樣，因為七十年代至八十年代的澳網多在年底舉行，而且那時澳網的重要性不及現在，康纳斯曾經多次缺席當時的澳網賽事，職業生涯中他只參加了兩次男單賽事──1974年（奪得冠軍）和1975年（奪得亞軍）以及兩次男雙賽事──1974年（伙拍博里）和1975年。
另外，也像很多球王一樣，康纳斯從未在紅土泥地場舉行的法網男單比賽中折桂，他曾在黃金五年都缺席法網，他最佳的成績是四次半决赛（1979年、1980年、1984年和1985年），他也從沒有在歐洲取得過紅土泥地賽的男單錦標，他的14個泥地賽男單冠軍都是在北美綠土場取得的（1972年: 哥倫布市、辛辛那堤，1973年: 哥倫布市，1974年: 印第安納波利斯，1975年: 北康威、百慕達，1976年: 華盛頓-2、北康威、印第安納波利斯-2、美網，1978年: 華盛頓-2、印第安納波利斯，1979年: 印第安納波利斯，1980年: 北康威）。

## 退休以後
1996年4月29日，43岁8個月的他參加了一項在亞特蘭大舉行的綠土泥地賽事，他在單打比賽首輪的对手是同胞雷恩伯格（Richey Reneberg）； 比赛一共进行了118分钟，他发出3個ACE球，可是他的一发和二发得分率只有50％左右； 战完三盘之後，他还是以盤數1-2（比分：2-6, 6-3, 1-6）出局，只能遗憾地向支持他的美国观众挥手告别。他在雙打賽事也是首輪出局，从此告别网坛，再沒有參加ATP的職業賽事。
退休後，他多參與為美國培育網球員的青訓事務。
2006年7月24日，他宣佈出任前ATP世界排名第一美國球手洛迪克的教練，並於2008年3月6日終止教職。
2007年1月8日，他的母親兼啟蒙教練Gloria與世長辭，享年82歲。
2008年11月21日，他涉嫌在一所大學內觀看大學籃球比賽（UNC）時，與另一名男子發生爭執，被警方拘捕。 （页面存档备份，存于） （页面存档备份，存于） （页面存档备份，存于）
2013年8月，他宣佈出任前WTA世界排名第一俄羅斯球手莎拉波娃的教練，但只執教一場後就結束合作關係。

## 技術分析
康纳斯是一名左撇子，屬技術全面型的球員，由於他無論在底線抽擊、或發球上網都有超凡水平，還有他的的接發球能力很強，所以他在各種場地，包括硬地、地毯、草地、（紅土或綠土）都有一定成績。 除了技術全面外，他的體格十分強壯，力量充沛又善於走動，正是他能長期保持良好競賽水平的原因。
據他回憶，“媽媽（他的啟蒙老師）總是把球滾過來，我就必須雙手揮拍打過去，只有那樣我才能拿得動球拍打得到球。” 加上自小他身材都較很多同齡男子網球運動員矮細，故他從小就採用雙手反拍。他亦被譽為網球史上最佳的左手雙反球員之一。
年轻时的康纳斯性格较为火爆和粗野，是约翰·麦肯罗之前的网坛脾气最差的球员之一，他曾得罪过无数人，包括裁判和對手，甚至其球迷。他的比賽情緒有時受外界影響而波動。早年他因為性格衝動和經常出言不遜，不大受球迷歡迎。
他早年亦是一名雙打高手，納斯塔塞是他的最佳雙打拍擋。雙打方面，他曾和后者合作取得1973年溫布頓和1975年美網男子雙打冠軍。生涯共奪16個ATP巡迴賽雙打冠軍。
然而，單打才是他的主打項目，他是至今唯二ATP巡迴賽單打奪冠過百的球員（109個），緊隨其後的是費德勒（103個）。

## 大满贯

### 男單

#### 冠軍（8）
| 年份 | 比賽     | 場地 | 決賽對手    | 對手國籍     | 勝方比分                  |
| ---- | -------- | ---- | ----------- | ------------ | ------------------------- |
| 1974 | 澳网     | 草地 | 菲爾·登特   | 澳大利亚     | 7-67, 6-4, 4-6, 6-3       |
| 1974 | 温布尔登 | 草地 | 羅斯威爾    | 澳大利亚     | 6-1, 6-1, 6-4             |
| 1974 | 美网     | 草地 | 羅斯威爾    | 澳大利亚     | 6-1, 6-0, 6-1             |
| 1976 | 美网     |      | 博里        | 瑞典         | 6-4, 3-6, 7-69, 6-4       |
| 1978 | 美网     | 硬地 | 博里        | 瑞典         | 6-4, 6-2, 6-2             |
| 1982 | 温布尔登 | 草地 | 约翰·麦肯罗 | 美國         | 3-6, 6-3, 6-72, 7-65, 6-4 |
| 1982 | 美网     | 硬地 | 伦德尔      | 捷克斯洛伐克 | 6-3, 6-2, 4-6, 6-4        |
| 1983 | 美网     | 硬地 | 伦德尔      | 捷克斯洛伐克 | 6-3, 6-72, 7-5, 6-0       |

#### 亞軍（7）
| 年份 | 比賽     | 場地 | 決賽對手    | 對手國籍 | 勝方比分                |
| ---- | -------- | ---- | ----------- | -------- | ----------------------- |
| 1975 | 澳网     | 草地 | 紐康姆      | 澳大利亚 | 7-5, 3-6, 6-4, 7-67     |
| 1975 | 温布尔登 | 草地 | 亞瑟·阿什   | 美國     | 6-1, 6-1, 5-7, 6-4      |
| 1975 | 美网     |      | 奧蘭特斯    | 西班牙   | 6-4, 6-3, 6-3           |
| 1977 | 温布尔登 | 草地 | 博里        | 瑞典     | 3-6, 6-2, 6-1, 5-7, 6-4 |
| 1977 | 美网     |      | 維拉斯      | 阿根廷   | 2-6, 6-3, 7-64, 6-0     |
| 1978 | 温布尔登 | 草地 | 博里        | 瑞典     | 6-2, 6-2, 6-3           |
| 1984 | 温布尔登 | 草地 | 约翰·麦肯罗 | 美國     | 6-1, 6-1, 6-2           |

### 男雙冠軍（2）
| 年份 | 比賽 | 場地 | 決賽對手               | 對手國籍                                    | 勝方比分                 |
| ---- | ---- | ---- | ---------------------- | ------------------------------------------- | ------------------------ |
| 1973 |      | 草地 | 納斯塔塞 （ 羅馬尼亞） | John Cooper（ 澳洲） Neale Fraser （ 澳洲） | 3-6, 6-3, 6-4, 83-9, 6-1 |
| 1975 | 美网 |      | 納斯塔塞 （ 羅馬尼亞） | 歐凱爾（ 荷蘭） 马蒂·里森（ 美國）          | 6-4, 7-6                 |

## ATP年终赛

### 冠軍（1）
| 年份 | 舉行地點 | 決賽對手 | 對手國籍 | 勝方比分      |
| ---- | -------- | -------- | -------- | ------------- |
| 1977 | 美國紐約 | 博里     | 瑞典     | 6-4, 1-6, 6-4 |

## 性別之戰
1992年9月25日在拉斯維加斯上演性別之戰：纳芙拉蒂洛娃 vs 康纳斯，當年，差不足一個月就36岁的纳芙拉蒂洛娃比康纳斯輕4岁，此前，她已拒绝了与約翰·麦肯罗及纳斯塔塞进行性别大战的提议。这场賽事与1973年博比·里格斯（Bobby Riggs）两场性别大战使用公平规则不同，在这场比赛中，康纳斯不允許二發機會（每一分只有一次发球机会），而女金剛则可打向对手的双打界缐之内。两人首先得到65万美元的出场费，而冠军更能赢得50万美元。結果康纳斯以直落兩盤7比5、6比2获胜。

## ATP巡迴賽

### 單打

#### 冠軍（109）
- 1972年 (6) - 佛羅里達州傑克遜維爾、維珍尼亞州羅阿諾克、女王杯、俄亥俄州哥倫布市、辛辛那提、加州奥柏尼（太平洋海岸锦标赛）
- 1973年 (11) - 巴爾的摩、維珍尼亞州羅阿諾克、鹽湖城、馬里蘭州沙利斯伯利（美國全國室內錦標賽）、維珍尼亞州漢普頓、帕拉默斯、波士頓（前美國職業錦標賽）、俄亥俄州哥倫布市、洛杉磯（太平洋西南公開賽）、魁北克、约翰内斯堡-2
- 1974年 (15) [7]- 澳網 <草地>、維珍尼亞州羅阿諾克、小石城（阿肯色州国际赛）、阿拉巴馬州伯明翰、馬里蘭州梳士巴利（美國全國室內錦標賽）、維珍尼亞州漢普頓、鹽湖城、亞利桑那州坦佩、曼徹斯特、温布尔登、印第安那波利斯（美国男子泥地网球锦标赛）、美網 <草地>、洛杉磯（太平洋西南公開賽）、倫敦-2（Dewar 盃）、約翰內斯堡-2
- 1975年 (9) [8]- 巴哈馬群島、阿拉巴馬州伯明翰、馬里蘭州梳士巴利（美國全國室內錦標賽）、博卡拉頓、維珍尼亞州漢普頓、丹佛、北康威、百慕達、茂宜島
- 1976年 (12) [9]- 阿拉巴馬州伯明翰、費城 WCT（美國職業室內賽）、維珍尼亞州漢普頓、棕榈泉市、丹佛 WCT、拉斯維加斯（阿蘭·金經典賽）、華盛頓-2（華盛頓之星國際賽）、北康威、印第安那波利斯-2（美国男子泥地网球锦标赛）、美網 <綠土>、科隆、温布利
- 1977年 (8) [10]- 阿拉巴馬州伯明翰 WCT、密蘇里州聖路易 WCT、拉斯維加斯（阿蘭·金經典賽）、達拉斯 WCT（WCT 總決賽）、茂宜島、悉尼-1（悉尼室內賽）、拉斯維加斯 WCT 挑戰盃、年終大師賽
- 1978年 (10) [11]- 費城 WCT（美國職業室內賽）、丹佛、田納西州孟菲斯（美國全國室內錦標賽）、鹿特丹 WCT（荷蘭銀行公開賽）、英國伯明翰-2、華盛頓-2（華盛頓之星國際賽）、印第安納波利斯（美国男子泥网球锦标赛）、佛蒙特州斯托、美網、悉尼-1（悉尼室內賽）
- 1979年 (8) - 阿拉巴馬州伯明翰 WCT、費城 WCT（美國職業室內賽）、多拉度海灘 WCT、田納西州孟菲斯（美國全國室內錦標賽）、塔爾薩、印第安那波利斯（美国男子泥网球锦标赛）、佛蒙特州斯托、香港
- 1980年 (6) - 阿拉巴馬州伯明翰 WCT、費城 WCT（美國職業室內賽）、達拉斯 WCT（WCT 總決賽）、北康威、廣州（萬寶路精英賽）、東京-2（東京室內賽）
- 1981年 (4) - 拉奎塔、布魯塞爾 WCT（Donnay 室內錦標賽）、鹿特丹 WCT、溫布萊（前溫布萊職業錦標賽）
- 1982年 (7) [12]- 蒙特雷、洛杉磯-1（Thrifty Union 76 太平洋西南公開賽）、拉斯維加斯（阿蘭·金經典賽）、女王杯、温布尔登、俄亥俄州哥倫布市、美網
- 1983年 (4) - 田納西州孟菲斯（美國全國室內錦標賽）、拉斯維加斯（阿蘭·金經典賽）、女王杯、美網
- 1984年 (5) - 田納西州孟菲斯（美國全國室內錦標賽）、拉奎塔、佛羅里達州Boca West（Boca West 公開賽）、洛杉磯（Union 76 太平洋西南公開賽）、東京-2（東京室內賽）
- 1988年 (2) - 華盛頓（索夫蘭銀行精英賽）、图卢兹
- 1989年 (2) - 图卢兹、特拉維夫

** - 17個國家或地區奪冠 (ATP男單冠軍) : 美國、英國、加拿大、南非、澳大利亚、巴哈馬群島、英屬百慕達、西德、荷蘭、美屬波多黎各、英屬香港、中华人民共和国、日本、比利時、墨西哥、法國、以色列

#### 亞軍（55）
- 1971年 (2) - 俄亥俄州哥倫布市、洛杉磯（太平洋西南公開賽）
- 1972年 (3) - 巴爾的摩、華盛頓-1（華盛頓室內賽）、印第安納波利斯（美國男子泥地網球錦標賽）
- 1973年 (3) - 內布拉斯加州奧馬哈、華盛頓-2、雷頓森林
- 1974年 (2) - 內布拉斯加州奧馬哈、南橙郡
- 1975年 (6) - 澳網 <草地>、紐約、温布尔登、美網 <綠土>、斯德哥爾摩-2、倫敦-2（Dewar 盃）
- 1976年 (3) - 馬里蘭州梳士巴利（美國全國室內錦標賽）、加州卡尔斯巴德、諾丁漢
- 1977年 (7) - 費城 WCT（美國職業室內賽）、多倫多室內 WCT、拉斯維加斯 WCT 挑戰盃、温布尔登、百事大滿貫、印第安納波利斯（美國男子泥地網球錦標賽）、美網 <綠土>
- 1978年 (2) - 百事大滿貫、温布尔登
- 1979年 (4) - 百事大滿貫、拉斯維加斯（阿蘭·金經典賽）、東京-2（東京室內賽）、蒙特利尔 WCT 挑戰盃
- 1980年 (2) - 田納西州孟菲斯（美國全國室內錦標賽）、哥斯達黎加聖何塞（友誼盃）
- 1981年 (2) - 漢堡、蒙地卡羅
- 1982年 (4) - 米蘭、費城（美國職業室內賽）、鹿特丹（荷蘭銀行公開賽）、三藩市（太平洋海岸錦標賽）
- 1983年 (1) - 温布利（前溫布萊職業錦標賽）
- 1984年 (3) - 達拉斯 WCT（WCT 總決賽）、鹿特丹（荷蘭銀行公開賽）#、温布尔登
- 1985年 (2) - 邁爾斯堡（普惠投資銀行經典賽）、芝加哥
- 1986年 (4) - 邁爾斯堡（普惠投資銀行經典賽）、皇后會、辛辛那提、三藩市（太平洋海岸錦標賽）
- 1987年 (3) - 田納西州孟菲斯（美國全國室內錦標賽）、奧蘭多（普惠投資銀行經典賽）、皇后會
- 1988年 (2) - 米蘭、比斯肯灣

# - 決賽戰至0-6、0-1，因受炸彈恐嚇而取消，干納斯和對手蘭度獲判「雙亞軍」。

### 雙打冠軍（16）
- 1972年 (2) - 俄亥俄州哥倫布市、洛杉磯-2（太平洋西南公開賽）
- 1973年 (5) - 巴爾的摩、維珍尼亞州羅阿諾克、温布尔登、南橙郡、斯德哥爾摩
- 1974年 (4) - 馬里蘭州梳士巴利（美國全國室內錦標賽）、鹽湖城、印第安那波利斯（美國男子泥地網球錦標賽）、倫敦-2（Dewar盃）
- 1975年 (3) - 馬里蘭州梳士巴利（美國全國室內錦標賽）、南橙郡、美網 <綠土>
- 1976年 (1) - 阿拉巴馬州伯明翰
- 1980年 (1) - 北康威

### 團體

#### 世界團體盃
- 1985年冠軍  （页面存档备份，存于）

#### 戴维斯杯
康纳斯曾在1975年、1981年和1984年代表美國參加戴维斯杯，並協助美國隊在戴维斯杯取得1次冠軍。
- 1981年決賽勝阿根廷3:1  （康纳斯只參加八強對捷克斯洛伐克的賽事。）

## 歷年世界排名

### ATP單打年終世界排名
| 年份                     | 73 | 74 | 75 | 76 | 77 | 78 | 79 | 80 | 81 | 82 | 83 | 84 | 85 | 86 | 87 | 88 | 89 | 90  | 91 | 92 | 93  | 94  | 95  | 96   |
| ------------------------ | -- | -- | -- | -- | -- | -- | -- | -- | -- | -- | -- | -- | -- | -- | -- | -- | -- | --- | -- | -- | --- | --- | --- | ---- |
| ATP男子單打 年終世界排名 | 3  | 1  | 1  | 1  | 1  | 1  | 2  | 3  | 3  | 2  | 3  | 2  | 4  | 8  | 4  | 7  | 14 | 936 | 49 | 84 | 370 | 672 | 419 | 1300 |

### 268週ATP單打世界排名第一
| 球王任期                       | 前任球王    | 繼任球王    | 連續週數 | 累積週數 |
| ------------------------------ | ----------- | ----------- | -------- | -------- |
| 1974年7月29日 - 1977年8月22日  | 紐康姆      | 博里        | 160週    | 160週    |
| 1977年8月30日 - 1979年4月8日   | 博里        | 博里        | 84週     | 244週    |
| 1979年5月21日 - 1979年7月8日   | 博里        | 博里        | 7週      | 251週    |
| 1982年9月13日 - 1982年10月31日 | 约翰·麦肯罗 | 约翰·麦肯罗 | 7週      | 258週    |
| 1982年11月8日 - 1982年11月14日 | 约翰·麦肯罗 | 约翰·麦肯罗 | 1週      | 259週    |
| 1983年1月31日 - 1983年2月6日   | 约翰·麦肯罗 | 约翰·麦肯罗 | 1週      | 260週    |
| 1983年2月14日 - 1983年2月27日  | 约翰·麦肯罗 | 伦德尔      | 2週      | 262週    |
| 1983年5月16日 - 1983年6月5日   | 伦德尔      | 约翰·麦肯罗 | 3週      | 265週    |
| 1983年6月13日 - 1983年7月3日   | 约翰·麦肯罗 | 约翰·麦肯罗 | 3週      | 268週    |